# Wenceslao Robles

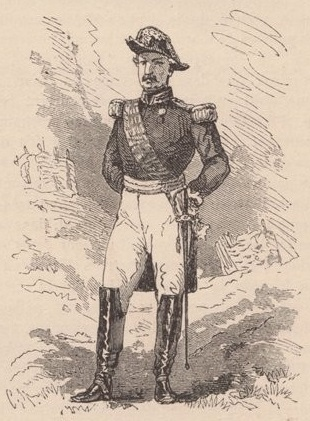
Wenceslao Robles.

Wenceslao Robles – paragwajski wojskowy (generał).
Był jednym z najwyższych rangą oficerów w momencie wybuchu wojny paragwajskiej. Po zaatakowaniu przez armię paragwajską Argentyny, w marcu 1865 przypłynął, na czele 3000 piechoty, do Corrientes. Wkrótce też stanął na czele okupacyjnej administracji tej prowincji. 23 lipca 1865 został zdymisjonowany, następnie zaś aresztowany i przetransportowany do Humaity. Uwięziony, po sześciu miesiącach postawiony przed sądem polowym, został uznany winnym zdrady i niesubordynacji, a następnie skazany na śmierć. Wyrok wykonano 6 stycznia 1866.